# Ашкалије
Ашкалије су етничка заједница, која претежно живи у Србији, углавном у аутономној покрајини Косово и Метохија. Већином су исламске вероисповести, а говоре албанским језиком, који чини посебан огранак индоевропске породице језика.

## Распрострањеност и бројност популације
Иако су претежно настањени на Косову, део Ашкалија се, као расељена лица са Косова и Метохије, населио и у друге делове Србије, нарочито у Нови Сад, где су 1998. године основали Матицу Ашкалија, прву организацију створену са циљем очувања и неговања националне културе Ашкалија. Према попису становништва из 2002. године у Републици Србији (без Косова и Метохије) било је 584 припадника ашкалијског народа, а на попису 2011. године као Ашкалија се изјаснило 997 лица. Док на Космету живи 15.436 Ашкалија, према попису из 2011. године који су организовале привремене институције самопроглашене Републике Косово.

## Порекло, историја и идентитет
Ашкалије су раније сматрани делом ромског народа, али су од стране државе Србије признати као посебан народ (први пут су исказани као засебна националност на попису из 2002. године). Постоји више мишљења о њиховом пореклу. Према једном мишљењу, Ашкалије су потомци албанизованих косовских Рома, док су према другим тврдњама, они пореклом или из Ирана (одакле су се доселили на Балкан у 4. веку), или са подручја Палестине односно из града Ашкелона у данашњем Израелу (од чега је и настало име Ашкалија).
Роми тврде да су Ашкалије у ствари део Рома, Балкански Египћани тврде да су у ствари део њиховог народа, док саме Ашкалије сматрају да и једни и други хоће да их асимилују.